# Sümegcsehi, Zala
Sümegcsehi  este un sat în districtul Zalaszentgrót, județul Zala, Ungaria, având o populație de 643 de locuitori (2011). 

## Demografie
Componența etnică a satului Sümegcsehi
     Maghiari (97,09%)
     Germani (2,39%)
     Necunoscut (0,51%)
     Alții (0,51%)
Componența confesională a satului Sümegcsehi
     Romano-catolici (77,29%)
     Fără religie (3,11%)
     Necunoscută (18,2%)
     Alte religii (1,4%)
Conform recensământului din 2011, satul Sümegcsehi avea 643 de locuitori. Din punct de vedere etnic, majoritatea locuitorilor (97,09%) erau maghiari, cu o minoritate de germani (2,39%). Apartenența etnică nu este cunoscută în cazul a 0,51% din locuitori.  Din punct de vedere confesional, majoritatea locuitorilor (77,29%) erau romano-catolici, cu o minoritate de persoane fără religie (3,11%). Pentru 18,2% din locuitori nu este cunoscută apartenența confesională.